# Slovačka vaterpolska reprezentacija
Slovačka vaterpolska reprezentacija predstavlja državu Slovačku u športu vaterpolu. 

## Nastupi na velikim natjecanjima

### Olimpijske igre
- 2000.: 12. mjesto

### Svjetska prvenstva
- 1998.: 10. mjesto
- 2001.: 11. mjesto
- 2003.: 8. mjesto

### Europska prvenstva
- 1997.: 8. mjesto
- 1999.: 10. mjesto
- 2001.: 8. mjesto
- 2003.: 7. mjesto
- 2006.: 11. mjesto
- 2008.: 12. mjesto
- 2016.: 13. mjesto
- 2018.: 14. mjesto
- 2020.: 14. mjesto
- 2022.: 15. mjesto

## Sastavi
- EP 2008.:

- kvalifikacije: Gogola, Nizny, Zatovič, Hrošič, Nagy, Baco, Seman, Palaščak, Mraviček, Janiček, Kolarik, Kratochvil, Hruška. Izbornik: Nakić

- glavni turnir:
- sastav 2013.: Michal Gogola (CSM Oradea), Lukáš Kozmér (Slávia UK Bratislava), Lukáš Ďurík (ČH Hornets Košice), Alexander Nagy (ČH Hornets Košice), Miroslav Grutka (ČH Hornets Košice), Martin Faměra (Olympic Nice), Andrej Janíček (CNM Charenton), Marek Tkáč (KVP NCHZ Nováky), Peter Nedbal (Slávia UK Bratislava), Gejza Gyurcsi (Slávia UK Bratislava), Marek Molnár (ŠKP Modrí Draci Košice-Staré Mesto), Martin Mravík (CN d'Aix-les-Bains), Kristián Polovic (Honvéd Budimpešta)